# پوشایتمین
پوشایتمین (به لاتین: Pushoytamen) یک منطقهٔ مسکونی در تاجیکستان است که در ولایت سغد واقع شده‌است. پوشایتمین ۰ نفر جمعیت دارد.